# Tbilisis velodrom
Tbilisis velodrom är en velodrom belägen strax utanför Tbilisis centrum, nära Micheil Meschi-stadion. Banans längd är 400 meter och den är belagd med en träyta.
Velodromen är idag inte längre använd för evenemang, utan hade sin storhetstid under sovjettiden på 1970- och 80-talen. På den tiden arrangerades där bland annat Georgiens Grand Prix vid velodromen. Velodromen är huvudstadens andra, då en mer centralt belägen velodrom finns i staden.